# Кива Галина Яківна
Кива Галина Яківна (12 березня 1930 р., с. Пустоварівка, Сквирського району, Київська область — 14 грудня 1979, м. Косів, Івано-Франківська область) — заслужена майстриня народної творчості УРСР, українська майстриня художньої вишивки, директор Косівського технікуму народних художніх промислів (1972—1979 роки). Обиралася депутатом районної Ради, брала участь в організації у Косові Музею гуцульської архітектури та Музею гуцульського мистецтва і побуту (1970). Нагороджена медалями «За доблесну працю» і «За трудову доблесть».

## Біографія
У 1946 р. Галина Кива поступила в Київське училище прикладного мистецтва. Згодом продовжила навчання на відділі художнього ткацтва в училищі прикладного мистецтва міста Косова. У вересні 1951 року, після закінчення Косівського училища прикладного та декоративного мистецтва, стала бригадиром килимарів Косівської артілі ім. Т. Г. Шевченка. З часом стала виконувачкою обов'язків заступника голови цього підприємства.
З 1972 по 1979 рік працювала директором Косівського технікуму народних художніх промислів (з 2012 року — Косівський державний інститут прикладного та декоративного мистецтва Львівської національної академії мистецтв).
З 1969 року — бере участь в обласних та республіканських художніх виставках. Найкращі її творчі роботи поповнили колекції та експозиції музеїв Косова, Коломиї, Івано-Франківська, Львова, Києва.
1971 рік — на республіканській виставці в м. Києві експонувались 5 її творчих робіт; рушники «Гуси-лебеді», «Заповіт», подушка, орнаментальна накидка і серветка.
1972 рік — на всесоюзній виставці творів українських художників в Москві експонувалися твори Г. Я. Киви — рушники «Кучері», «Ювілейний», прошва для подушки, серветка.
Рушники «Кленові листочки» і «В.Стефанику 100 років», прикрасили ювілейну виставку, приурочену 100-річчю від дня народження видатного українського письменника-новеліста Василя Стефаника.
У 1972 р. Г. Я. Кива брала участь на ВДНГ в Москві.
Також, на різних виставках розміщені роботи, створені Г. Я. Кивою в 1972 році: рушники «Ювілейний», «Україна в сузір'ї народів братів», «Зіроньки», «Гуцул», накидка телевізор, наволочка на диванну подушку «Квіти з полонини», рушник присвячений 150-річчю Юрія Шкрібляка, що був вишитий дрібним хрестиком, серветки «Голуби», «Космачанка», «Два кольори» в техніці хрестиком та серветка в техніці низзю «Барви Карпат».
З 15 квітня по 1 червня 1974 року в залах Коломийського музею народного мистецтва Гуцульщини експонувалася персональна виставка творчих робіт з вишивки і ткацтва. На ній було представлено понад 50 творів, виконаних протягом шести років, а саме предмети домашнього вжитку та одягу: рушники, наволочки, накидки на телевізор, серветки, портьєри, сорочки, блузки. Вони були помережані традиційними узорами в техніках низинки та хрестика. Вишивки приваблювали продуманими композиціями, гармонійним колоритом, вдалим поєднанням декору з формою. 
Більшість візерунків створені авторкою на основі мотивів народної вишивки Гуцульщини. Чітко і виразно проглядалися традиційні «кучері» та «зірочки», «ріжки» та «чічки», «головки» та «рачки», а також білі «цирки». За словами М. Сахро, «Основу композиції вишивок Г. Я. Киви становила широка смуга головного узору, обабіч якої йдуть вузькі „шнурочки“ та „поверхниці“. Неповторна краса карпатської природи ніби ожила на полотні та промовляла до глядачів поетичною мовою переосмислених форм навколишнього світу, привабливою гамою кольорів з перевагою червоного, жовтого, оранжевого.»
Виставку доповнювали творчі вироби з ткацтва. У візерунках майстриня використала народні мотиви «бербенички», «кривульки», «павучки», «ружі». Килим «Гуцульські мелодії» відзначався легкістю композиції. В декорі переважали жовто-оранжеві барви на сірому тлі.
Серед основних творчих робіт Г. Я. Киви, що були виконані у 1979 році, ряд узористих серветок, сорочка жіноча, скатерть «Селянська», наволочка на диванну подушку «Гуцулка», серветка «Зірочки», рушник «Веселка».
Довгі роки Галина Яківна обиралася депутатом районної Ради. Проводила значну громадську роботу. Указом Президії Верховної Ради РСР від 4 листопада 1977 року за № 29 Киві Г. Я. присвоєно почесне звання «Заслуженого майстра народної творчості Української РСР».
Творчі роботи майстрині зберігаються в фондах Косівського музею народного мистецтва і побуту Гуцульщини, в музеї Косівського інституту прикладного та декоративного мистецтва ЛНАМ.

## Галерея

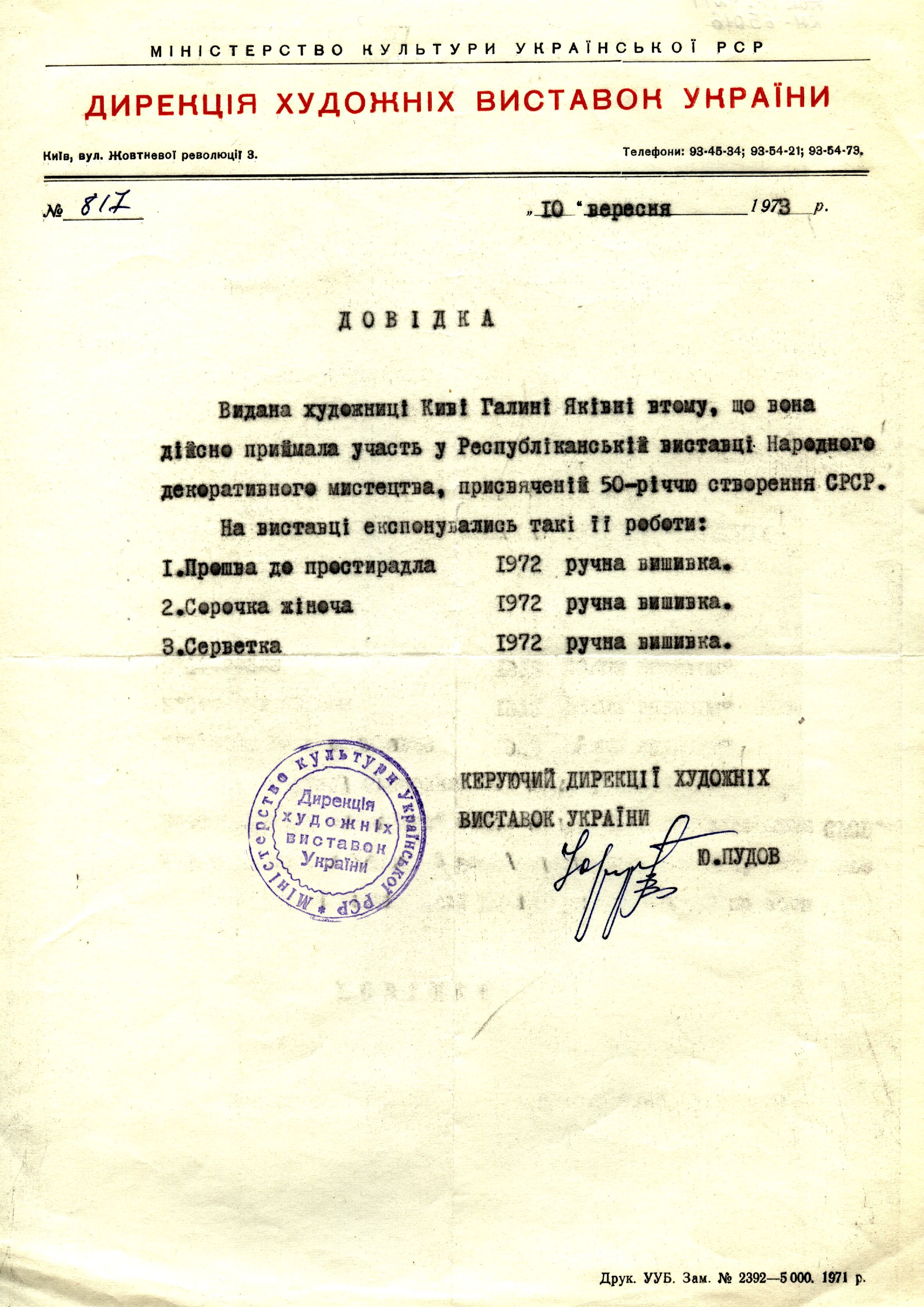
Довідка, видана Киві Галині Яківні Дирекцією Художніх Виставок України
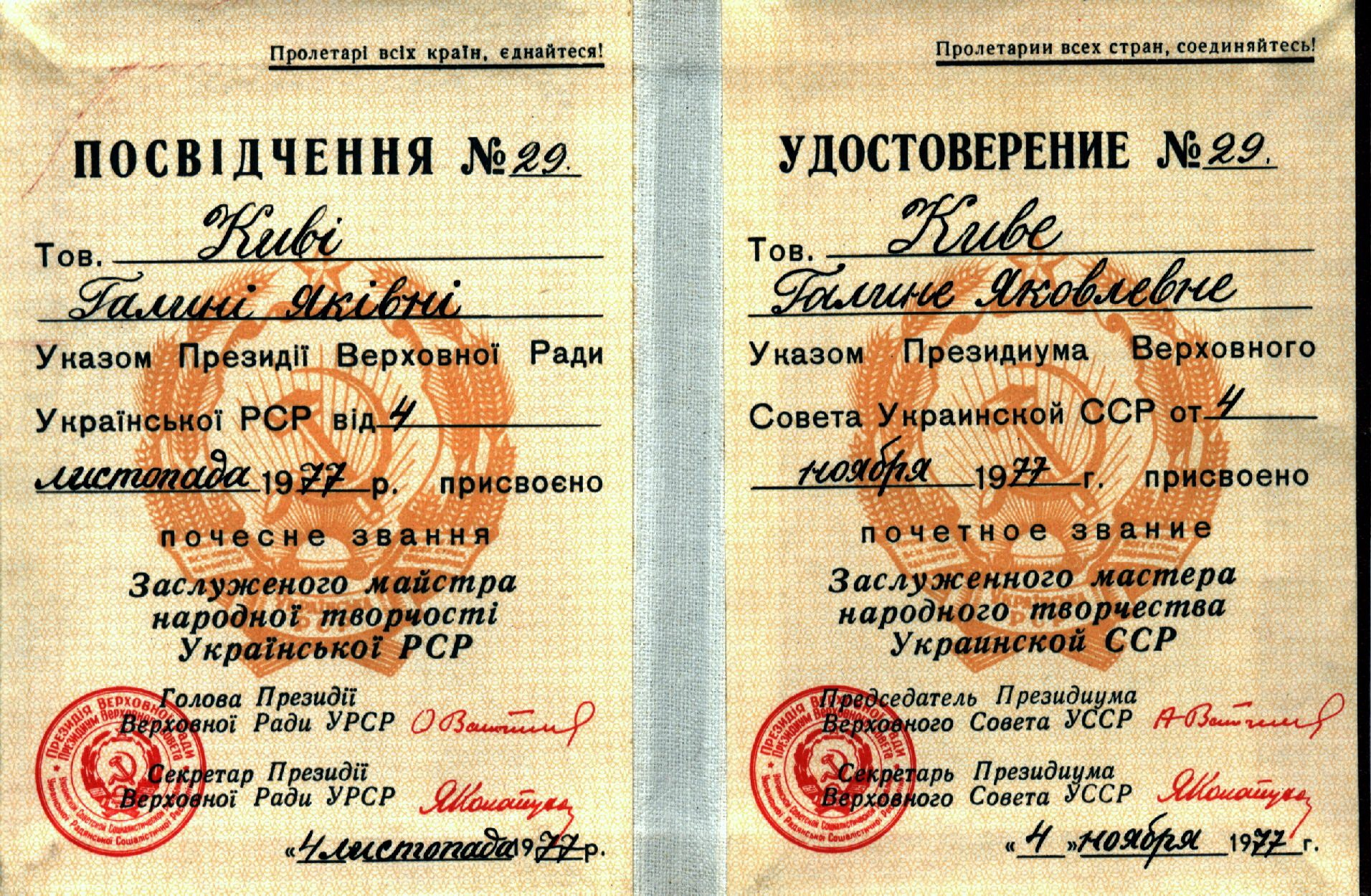
Посвідчення Заслуженого майстра народної творчості Української РСР

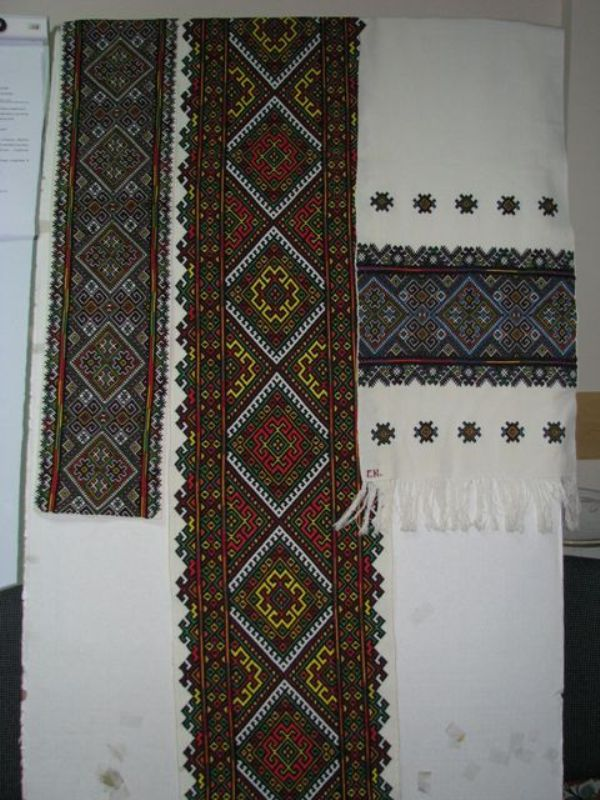
Елемент однієї з вишивок
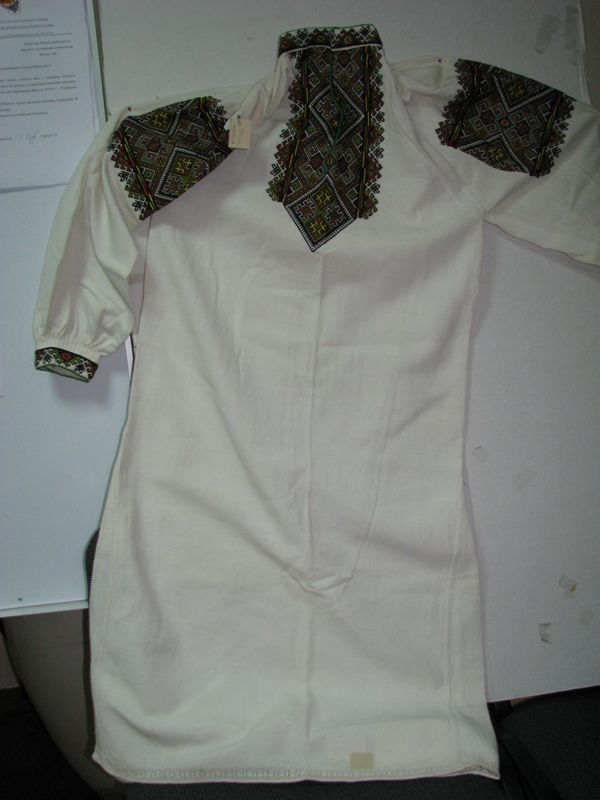
Вишита сорочка
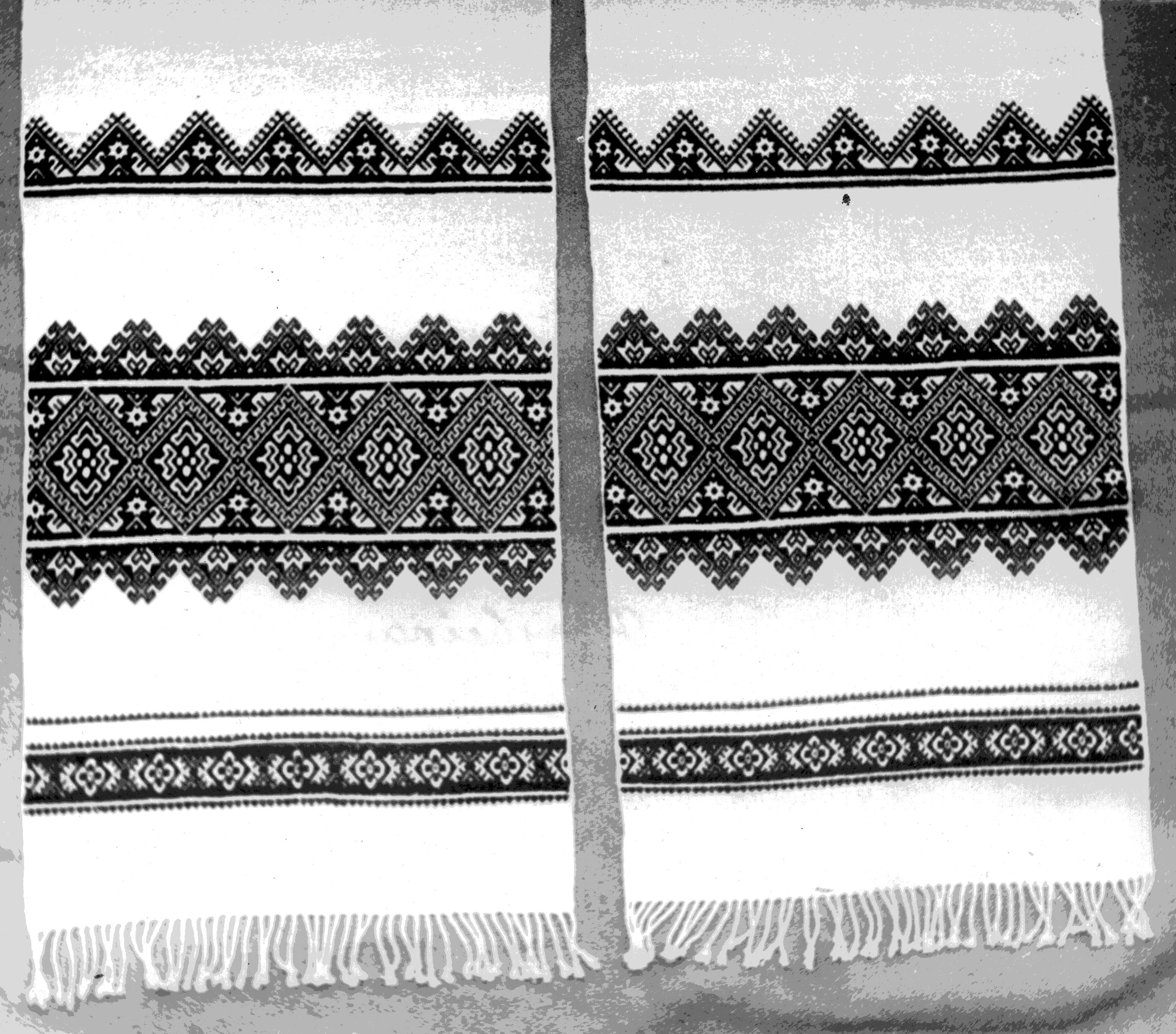
Рушник «Гуси-лебеді» (1969 р.)
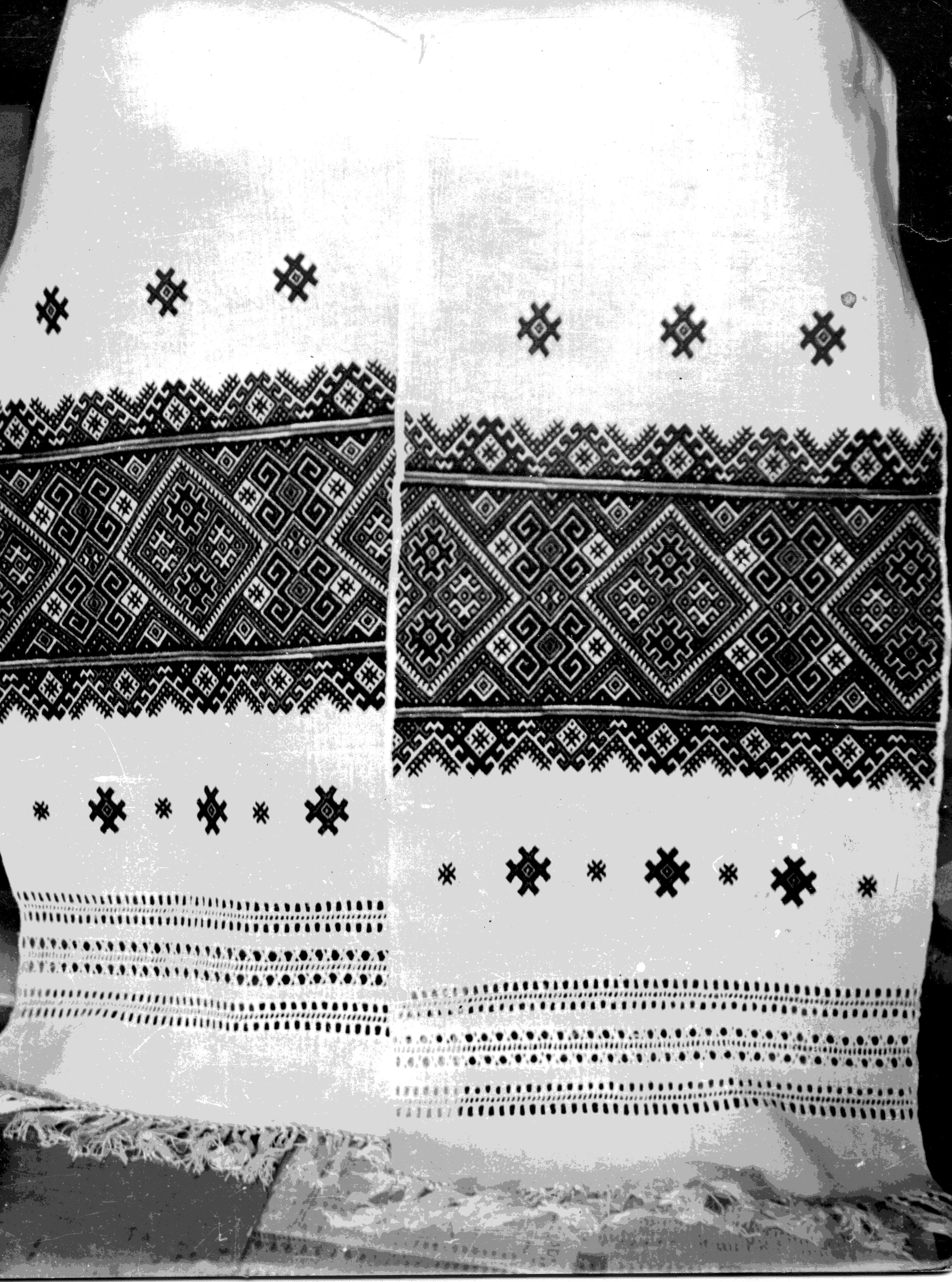
Рушник «Кучерики» (1969 р.)
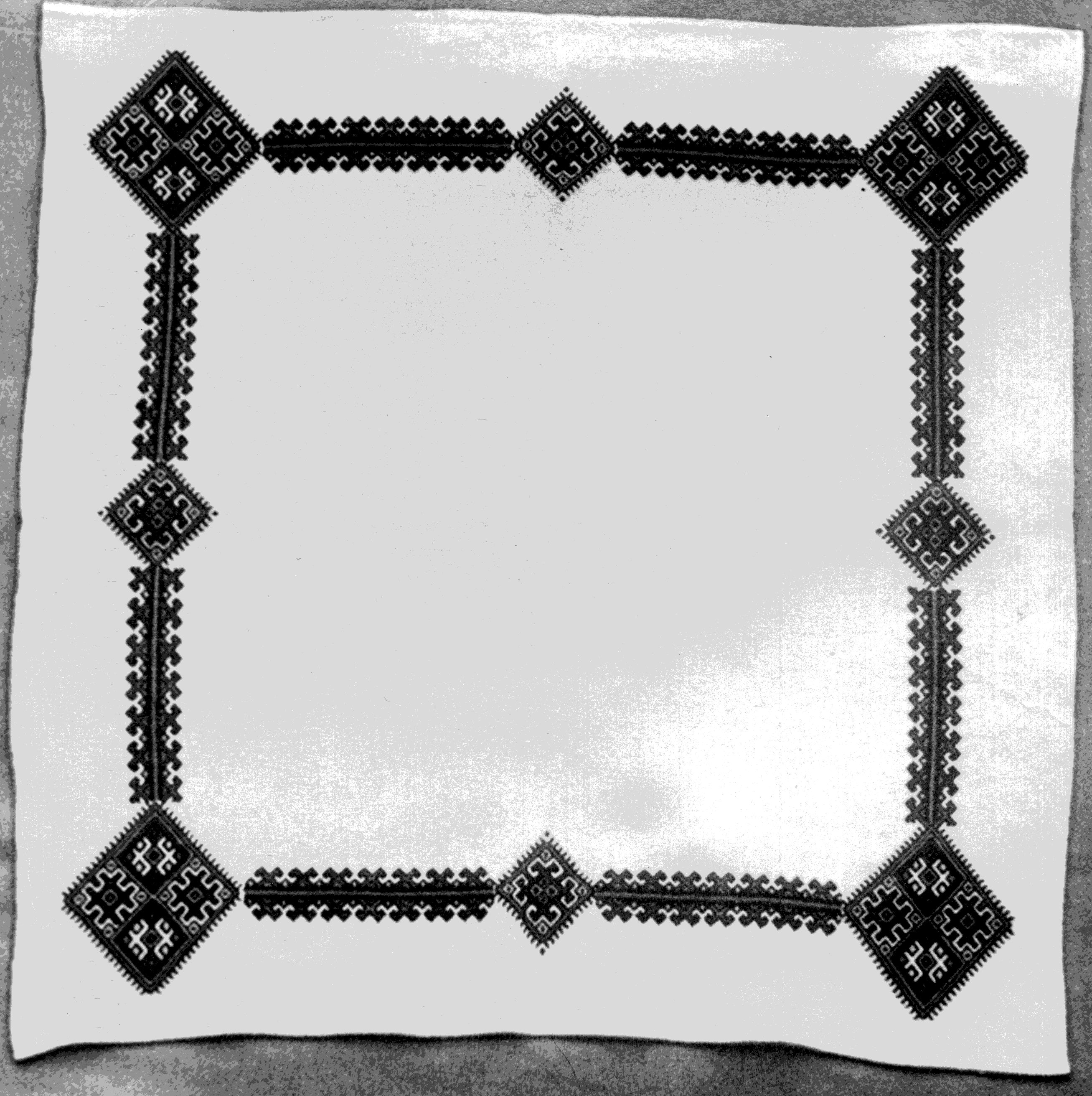
Серветка
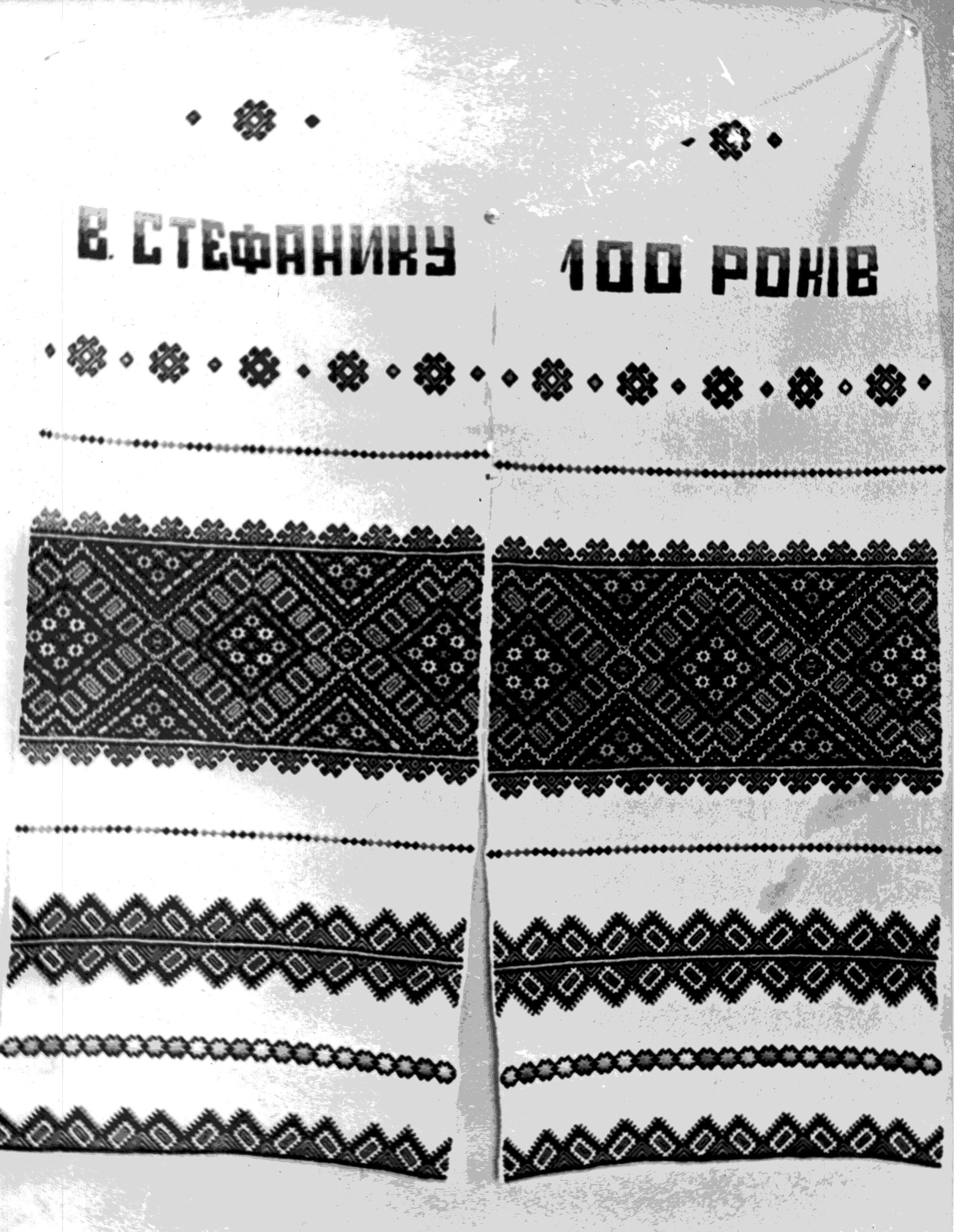
Рушник «В.Стефанику — 100 років»